# Charlotte Hatherley
Charlotte Franklin Hatherley (London, 1979. június 20. –) angol gitáros, szövegíró-énekes. Az Ash alternatív rock együttes gitárosa és háttérvokálosaként vált ismertté. Mióta 2006-ban kilépett az Ash-ből, sikeres szólóművész, a Bat for Lashes turnézó gitárosa és a Client turnézó basszusgitárosa.

## Pályafutása

### Ash (1997–2006)
Hatherley Nyugat-Londonban nőtt fel, és a Chiswick Közösségi Iskolába járt. Zenei karrierje 16 évesen kezdődött, mikor a brit punk együttesben, a Nightnurse-ben játszott. Ekkoriban az Ash éppen egy negyedik tagot keresett a fellépéseire. Tim Wheeler ott volt
az egyik Nightnurse fellépésen, és úgy gondolta Charlotte illene a csapatba. Két héttel a próbák után Hatherley az 1997-es V Festival-on debütált az Ash-el 50 000 ember előtt. Az első Ash felvétel aminél közreműködött az A Life Less Ordinary című kislemez, , majd 1998-ban a Nu-Clear Sounds című album.
Hatherley jó néhány Ash szám írásában közreműködött, ezek közül a legjelentősebb a Grey Will Fade, B oldalas szám a There's a Star című kislemezen. A dal kultszám lett a rajongók körében, és Charlotte debütáló szólóalbumának címadó dala is egyben.
A Meltdown című album felvétele alatt Hatherley elkezdte rögzíteni saját albumát a Grey Will Fade-et, az együttes többi tagjának teljes támogatásával. Az albumról a következő kislemezek jelentek meg: Bastardo, Kim Wilde és a Summer, melyek mind – akárcsak az album – nagyon jó kritikát kaptak.

### Szólókarrier (2006–napjainkig)
2006. január 20-án bejelentették, hogy Charlotte Hatherley kilép az Ash-ből.
Először azt hitték, hogy a döntés Charlotte szólókarrierje miatt született, de később kiderült, hogy a másik három tag kérte távozásra.
Hatherley második albuma, a The Deep Blue 2007. március 5-én jelent meg. Ezelőtt két kislemez jelent meg, a Behave decemberben és az I Want You To Know februárban, egy UK és Írország turnéval egybekötve. Két másik kislemez pedig az album népszerűsítésére jelent meg, a Siberia és az Again. 2007-ben csatlakozott a Client-hez hogy betöltse a basszusgitáros helyét az európai és skandináviai turnékon.
2008 októberében nyilvánosságra került harmadik album, a Cinnabar City címe. A címet később New Worlds-re változtatták. Az album első száma a Full Circle december 23-án debütált a BBC 6-on. Az album 2009. október 19-én jelenik meg.
2009 márciusában Hatherley hivatalos honlapján bejelentette, hogy csatlakozik a Bat for Lashes-hez 2009 végéig.

## Magánélet
Hatherley a Haláli hullák hajnala és a Vaskabátok rendezőjének, Edgar Wrightnak az exbarátnője. Ő rendezte a Summer és a Bastardo című számokhoz készült klipeket is. Édesapja Frank Hatherley ausztrál drámaíró, édesanyja Patricia Franklin angol színésznő (1942), aki jó néhány Folytassa-filmben játszott az 1960-as és 1970-es években, továbbá a Cornetto Három Íze-trilógia mindhárom filmjében, a 2000-es években.

## Szóló diszkográfia

### Albumok
| Év   | Album          | UK  |
| ---- | -------------- | --- |
| 2004 | Grey Will Fade | 51  |
| 2007 | The Deep Blue  | 109 |
| 2009 | New Worlds     | TBR |

### Kislemezek
| Év   | Cím                           | Album            | UK  | B-sides                                                             |
| ---- | ----------------------------- | ---------------- | --- | ------------------------------------------------------------------- |
| 2004 | "Kim Wilde" (Download-only)   | Grey Will Fade   | —   |                                                                     |
| 2004 | "Summer"                      | Grey Will Fade   | 31  | Commodore; SMUT                                                     |
| 2005 | "Bastardo"                    | Grey Will Fade   | 31  | 3 Minutes; I Am a Kamera                                            |
| 2006 | "Behave"                      | The Deep Blue    | 168 | Mr. Ed; Cousteau (Extended Version); Behave (Luke Smith Clor Remix) |
| 2007 | "I Want You to Know"          | The Deep Blue    | 108 | Sister Universe; Suspiria                                           |
| 2007 | "Siberia"                     | The Deep Blue    | —   | Last Night; This Is Pop; I Don't Need Anyone                        |
| 2007 | "Again"                       | The Deep Blue    | —   | Again (acoustic)                                                    |
| 2007 | "CH V FD (Deep Blue remixes)" | Non-album single | —   | Dawn Treader (Fredmix); It Isn't Over (Fredmix)                     |
| 2009 | "White"                       | New Worlds       | TBR | TBR                                                                 |

## Fordítás
- Ez a szócikk részben vagy egészben  a   Charlotte Hatherley című angol Wikipédia-szócikk fordításán alapul.  Az eredeti cikk szerkesztőit annak laptörténete sorolja fel. Ez a jelzés csupán a megfogalmazás eredetét és a szerzői jogokat jelzi, nem szolgál a cikkben szereplő információk forrásmegjelöléseként.